# قسم الأمن القومي (إف.بي.آي)
قسم الأمن القومي (بالإنجليزية: National Security Branch (NSB) أحد الأقسام التابعة لمكتب التحقيقات الاتحادي (إف.بي.آي) وتقع عليه مسؤولية حماية أمن الولايات المتحدة من التهديدات الإرهابية وأسلحة الدمار الشامل بالإضافة إلى مكافحة التجسس وأنشطة أجهزة الاستخبارات الأجنبية على الأراضي الأمريكية، ويقوم القسم بتلك المهام من خلال التحقيق في تهديدات الأمن القومي المحتملة وجمع وتحليل المعلومات ومشاركتها مع باقي وكالات الاستخبارات الأخرى بما يحفظ أمن الولايات المتحدة.

## الهيكل التنظيمي
ينقسم قسم الأمن القومي إلى أربعة شعب رئيسة وهي :
- شعبة مكافحة الإرهاب
- شعبة مكافحة التجسس
- شعبة مكافحة أسلحة الدمار الشامل
- مركز فحص الإرهابيين[1]